# Mekdes Woldu
Mekdes Woldu (* 20. Oktober 1992 in Adi Keblo) ist eine eritreisch-französische Leichtathletin, die im Mittel- und Langstreckenlauf antritt und seit November 2021 international für Frankreich an den Start geht.

## Sportliche Laufbahn
Erste internationale Erfahrungen sammelte Mekdes Woldu bei den Crosslauf-Weltmeisterschaften 2011 in Punta Umbría, bei denen sie nach 19:59 min auf den 14. Platz im Juniorinnenrennen gelangte. Im selben Jahr belegte sie bei den Afrikaspielen in Maputo in 16:42,69 min den achten Platz im 5000-Meter-Lauf. In den folgenden Jahren lebt und trainiert sie in Frankreich und trat bei keiner internationalen Meisterschaft mehr an. 2021 wurde sie französische Staatsbürgerin und im selben Jahr wurde sie bei den Crosslauf-Europameisterschaften in Dublin nach 28:48 min 22. im Einzelrennen. Im Jahr darauf gelangte sie bei den Europameisterschaften in München mit 32:39,54 min auf den 13. Platz im 10.000-Meter-Lauf und im Dezember siegte sie in 1:08:27 h beim Málaga-Halbmarathon. Bei den Straßenlauf-Weltmeisterschaften 2023 in Riga wurde sie nach 1:11:12 h 26. im Halbmarathon und im Jahr darauf belegte sie bei den Europameisterschaften in Rom in 1:10:04 h den achten Platz. Anschließend wurde sie bei den Olympischen Spielen in Paris als beste französische Teilnehmerin mit der Saisonbestzeit von 2:29:20 h auf dem 20. Platz. Bei den erstmals ausgetragenen Straßenlauf-Europameisterschaften 2025 in Löwen belegte sie in 31:43 min den achten Platz über 10 km und gewann in der Teamwertung die Bronzemedaille hinter den Teams aus Italien und Deutschland. Zuvor verbesserte sie in Barcelona den französischen Landesrekord im Marathon auf 2:23:13 h.

## Persönliche Bestleistungen
- 2000 Meter: 6:04,77 min, 19. Juni 2018 in Montreuil (eritreischer Rekord)
- 3000 Meter: 9:13,32 min, 22. Mai 2022 in Grenoble
- 5000 Meter: 15:18,77 min, 17. Juni 2023 in Wien
- 10.000 Meter: 32:11,72 min, 28. Mai 2022 in Pacé
- 5-km-Straßenlauf: 15:16 min, 24. April 2022 in Málaga
- 10-km-Straßenlauf: 31:25 min, 13. März 2022 in Berlin
- Halbmarathon: 1:09:43 h, 3. April 2022 in Berlin
- Marathon: 2:23:13 h, 16. März 2025 in Barcelona (französischer Rekord)